# Sprintvärldsmästerskapen i kanotsport 1973
Sprintvärldsmästerskapen i kanotsport 1973 anordnades i Tammerfors i Finland.

## Medaljsummering
| Pl.    | Nation        | Guld | Silver | Brons | Totalt |
| ------ | ------------- | ---- | ------ | ----- | ------ |
| 1      | Ungern        | 7    | 4      | 5     | 16     |
| 2      | Sovjetunionen | 8    | 6      | 1     | 15     |
| 3      | Rumänien      | 2    | 5      | 6     | 13     |
| 4      | Östtyskland   | 1    | 1      | 2     | 4      |
| 5      | Polen         | 0    | 1      | 2     | 3      |
| 6      | Västtyskland  | 0    | 1      | 0     | 1      |
| 7      | Belgien       | 0    | 0      | 1     | 1      |
| 8      | Danmark       | 0    | 0      | 1     | 1      |
| Totalt | Totalt        | 18   | 18     | 18    | 54     |

### Herrar

#### Kanadensare
| Gren        | Guld                                          | Tid | Silver                                      | Tid | Brons                                   | Tid |
| C-1 500 m   | Miklós Darvas (HUN)                           |     | Nikolaj Fedulov (URS)                       |     | Ivan Patzaichin (ROU)                   |     |
| C-1 1000 m  | Ivan Patzaichin (ROU)                         |     | Romualdas Vinojinidis (URS)                 |     | Tamás Wichmann (HUN)                    |     |
| C-1 10000 m | Vasilij Jurtjenko (URS)                       |     | Lipat Varabiev (ROU)                        |     | Tamás Wichmann (HUN)                    |     |
| C-2 500 m   | Sovjetunionen Oleg Kaidov Vitalij Slobodenjuk |     | Rumänien Georghe Danielov Gheorghe Simionov |     | Polen Jerzy Opara Andrzej Gronowicz     |     |
| C-2 1000 m  | Rumänien Ivan Patzaichin Serghei Covaliov     |     | Sovjetunionen Vladas Česiūnas Jurij Lobanov |     | Ungern Tamás Wichmann Gyula Petrikovics |     |
| C-2 10000 m | Sovjetunionen Vladas Česiūnas Jurij Lobanov   |     | Rumänien Vasile Serghei Cherasim Munteanu   |     | Ungern Tamás Buday Gábor Haraszti       |     |

#### Kajak
| Gren                | Guld                                                                            | Tid | Silver                                                                      | Tid | Brons                                                                          | Tid |
| K-1 500 m           | Géza Csapó (HUN)                                                                |     | Vitalij Truksjin (URS)                                                      |     | Grzegorz Śledziewski (POL)                                                     |     |
| K-1 1000 m          | Géza Csapó (HUN)                                                                |     | Grzegorz Śledziewski (POL)                                                  |     | Aleksandr Sjaporenko (URS)                                                     |     |
| K-1 10000 m         | Aleksandr Sjaporenko (URS)                                                      |     | Péter Völgyi (HUN)                                                          |     | Jörgen Andersen (DEN)                                                          |     |
| K-1 4 x 500 m relay | Sovjetunionen Vitalij Truksjin Anatolij Kobrisev Sergej Nikolskij Oleg Zjegojev |     | Ungern István Csizmadia Zoltán Angyal Robert Schaffhauser Géza Csapó        |     | Rumänien Atanase Sciotnic Vasile Simioncenco Roman Vartolomeu Mihail Zaifu     |     |
| K-2 500 m           | Sovjetunionen Nikolaj Gogol Pytor Gresjta                                       |     | Ungern József Deme János Rátkai                                             |     | Rumänien Ion Dragulsci Ernst Pavel                                             |     |
| K-2 1000 m          | Ungern József Deme János Rátkai                                                 |     | Rumänien Ion Dragulsci Ernst Pavel                                          |     | Östtyskland Herbert Laabs Joachim Mattern                                      |     |
| K-2 10000 m         | Ungern Zoltán Bakó Géza Csapó                                                   |     | Rumänien Ion Terente Antrop Variabev                                        |     | Belgien Jos Broeckx Paul Stinckens                                             |     |
| K-4 1000 m          | Ungern József Deme János Rátkai Csongor Vargha Csaba Giczi                      |     | Sovjetunionen Jurij Filatov Volodymyr Morozov Nikolaj Gogol Valerij Didenko |     | Östtyskland Norbert Paschke Peter Korsch Jürgen Lehnert Harald Marg            |     |
| K-4 10000 m         | Ungern Csaba Giczi Tibor Nagy Csongor Vargha Géza Kralován                      |     | Västtyskland Hans-Erich Pasch Horst Mattern Rudolf Blass Edurard Fischer    |     | Rumänien Atanase Sciotnic Cuprian Macareanu Costel Coşniţă Vasilie Simioncenco |     |

### Damer

#### Kajak
| Gren      | Guld                                                                       | Tid | Silver                                                            | Tid | Brons                                                               | Tid |
| K-1 500 m | Nina Gopova (URS)                                                          |     | Petra Borzym (GDR)                                                |     | Victoria Dumitru (ROU)                                              |     |
| K-2 500 m | Östtyskland Ilse Kaschube Petra Borzym                                     |     | Sovjetunionen Ljudmila Pinajeva Nina Gopova                       |     | Ungern Anna Pfeffer Ilona Tözser                                    |     |
| K-4 500 m | Sovjetunionen Ljudmila Pinajeva Nina Gopova Larissa Kabakova Tamara Popova |     | Ungern Anna Pfeffer Ilona Tözser Erzsabet Horvárth Mária Zakariás |     | Rumänien Victoria Dumitru Maria Nichoforov Maria Cosma Maria Ivanov |     |